# IC 894
IC 894 је спирална галаксија у сазвјежђу Береникина коса која се налази на листи објеката дубоког неба у Индекс каталогу.
Деклинација објекта је + 17° 2' 58" а ректасцензија 13h 32m 4,7s. Привидна величина (магнитуда) објекта IC 894 износи 14,2 а фотографска магнитуда 15,0. IC 894 је још познат и под ознакама MCG 3-35-2, CGCG 102-6, KARA 591, NPM1G +17.0444, PGC 47597.